# Dell Henderson

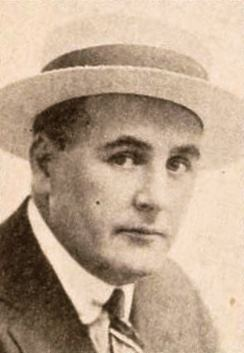
Dell Henderson in einem Filmmagazin (1920)

Dell Henderson (* 5. Juli 1877 in St. Thomas, Ontario als George Delbert Henderson; † 2. Dezember 1956 in Hollywood, Kalifornien) war ein kanadischer Schauspieler, Regisseur und Drehbuchautor. Als Schauspieler war er in zumeist komödiantischen Nebenrollen in über 300 Filmen zu sehen, zusätzlich war er Regisseur von fast 200 Stummfilmen.

## Leben und Karriere
Dell Henderson begann seine Karriere im Showgeschäft als Theaterschauspieler, bevor er im Jahre 1908 in seinem ersten Film Monday Morning in a Coney Island Police Court auftrat. Im Jahre 1909 schlossen sich Henderson und seine Ehefrau Florence der Schauspieltruppe des Regisseurs David Wark Griffith an, der sie mit zur gerade erst entstehenden Filmindustrie nach Hollywood nahm. In den folgenden Jahren spielte er in zahlreichen Kurzfilmen, unter anderem regelmäßig unter Regie von Griffith sowie Mack Sennett, mit welchem Henderson zunächst auch als Schauspieler gespielt hatte, bevor Sennett mit den Keystone Studios sein eigenes Filmgeschäft eröffnete. Ab 1911 arbeitete Henderson selbst als Filmregisseur und drehte bis 1927 insgesamt fast 200 Filme, während er gleichzeitig noch als Schauspieler arbeitete. Unter seiner Regie spielten unter anderem Stummfilmstars wie Roscoe „Fatty“ Arbuckle und Harry Carey senior. Zusätzlich war Henderson zwischen 1910 und 1928 als Autor an rund 35 Drehbüchern beteiligt. 1927 beendete er seine Laufbahn als Regisseur und spielte im folgenden Jahr 1928 in den Stummfilmen Ein Mensch der Masse, Ein Mädel mit Tempo und Es tut sich was in Hollywood jeweils unter Regie von King Vidor drei seiner bedeutendsten Rollen.
Der Wechsel in den Tonfilm gelang dem hochgewachsenen, stämmigen Charakterdarsteller, doch musste er sich wie viele seiner Stummfilmkollegen mit zunehmend kleineren Rollen begnügen. Als Nebendarsteller unterstützte er zahlreiche klassische Komödien mit Stars wie Laurel und Hardy, den Kleinen Strolchen, den Three Stooges und W. C. Fields. Im Laurel-und-Hardy-Film Ohne Furcht und Tadel (1930) spielte Henderson etwa einen als ältliche Haushälterin verkleideten Mörder, später trat er noch in zwei Langfilmen des Komikerduos auf. Im Kleine-Strolche-Film Choo Choo mimte Henderson 1932 einen überforderten Betreuer, der mit wenig Erfolg auf die Kinder während einer Zugreise aufpassen soll. In der Tonfilmzeit verkörperte Henderson meist etwas wichtigtuerische Richter, Geschäftsmänner, Funktionäre oder Kommissare. Bei seinem Karriereende im Jahre 1950 spielte er häufig nur noch Komparsenrollen, sein letzter von rund 325 Filmen war Louisa mit Ronald Reagan und Charles Coburn in den Hauptrollen.
Abseits der Leinwand verwendete Dell Henderson das Pseudonym Arthur Buchanan. Er war mit der Schauspielerin Florence Lee (1888–1962) verheiratet. Dell Henderson starb 1956 im Alter von 79 Jahren an einem Herzinfarkt. Henderson wurde im Valhalla Memorial Park Cemetery, Hollywood, beigesetzt.

## Filmografie (Auswahl)

### Als Schauspieler
- 1908: Monday Morning in a Coney Island Police Court (Kurzfilm)
- 1909: Lines of White on a Sullen Sea (Kurzfilm)
- 1910: Das räudige Schaf im Fürstentum Camarillo (The Two Brothers, Kurzfilm)
- 1910: A Child of the Ghetto (Kurzfilm)
- 1910: In the Border States (Kurzfilm)
- 1910: The Fugitive (Kurzfilm)
- 1910: Wilful Peggy
- 1910: Zauberflöte (The Song of the Wildwood Flute, Kurzfilm)
- 1911: His Trust (Kurzfilm)
- 1911: His Trust Fulfilled (Kurzfilm)
- 1911: The Lonedale Operator (Kurzfilm)
- 1911: Love in the Hills (Kurzfilm)
- 1911: The Battle (Kurzfilm)
- 1912: For His Son (Kurzfilm)
- 1912: A Voice from the Deep (Kurzfilm)
- 1913: A Girl’s Stratagem (Kurzfilm)
- 1913: The Battle at Elderbush Gulch (Kurzfilm)
- 1915: Those Bitter Sweets (Kurzfilm)
- 1916: Intoleranz (Intolerance)
- 1926: The Clinging Vine
- 1928: Ein Mensch der Masse (The Crowd)
- 1928: Ein Mädel mit Tempo (The Patsy)
- 1928: Es tut sich was in Hollywood (Show People)
- 1929: Laurel und Hardy: Wrong Again (Wrong Again, Kurzfilm)
- 1929: Hit the Deck
- 1930: Laurel und Hardy: Ohne Furcht und Tadel (The Laurel-Hardy Murder Case, Kurzfilm)
- 1931: Herz am Scheideweg (The Easiest Way)
- 1931: Der Champ (The Champ)
- 1931: Helden der Unterwelt (Bad Company)
- 1932: Die kleinen Strolche: Choo-Choo! (Kurzfilm)
- 1932: The Son-Daughter
- 1934: Bolero
- 1934: You’re Telling Me!
- 1934: Die gute alte Zeit (The Old Fashioned Way)
- 1934: Sophie kann’s nicht lassen (The Notorious Sophie Lang)
- 1934: Men in Black (Kurzfilm)
- 1934: The Marines Are Coming
- 1934: Das ist geschenkt (It’s a Gift)
- 1934: Alles Schwindel! (Bottoms Up)
- 1935: Ein Butler in Amerika (Ruggles of Red Gap)
- 1935: Diamanten-Jim (Diamond Jim)
- 1935: Mit Volldampf voraus (Steamboat Round the Bend)
- 1935: The Case of the Lucky Legs
- 1935: Spiel mit dem Feuer (Grand Exit)
- 1935: I Found Stella Parrish7
- 1936: Die Botschaft an Garcia (A Message to Garcia)
- 1936: Texas Rangers (The Texas Rangers)
- 1936: Laurel und Hardy: Die Doppelgänger (Our Relations)
- 1937: Kein Platz für Eltern (Make Way for Tomorrow)
- 1937: High, Wide, and Handsome
- 1937: Künstlerball (Artists and Models)
- 1937: Die schreckliche Wahrheit (The Awful Truth)
- 1937: Frisco-Express (Wells Fargo)
- 1938: Im goldenen Westen (The Girl of the Golden West)
- 1939: Ruhelose Liebe (Love Affair)
- 1939: Fifth Avenue Girl
- 1940: Abe Lincoln in Illinois
- 1940: Stranger on the Third Floor
- 1941: Blüten im Staub (Blossoms in the Dust)
- 1942: Der Major und das Mädchen (The Major and the Minor)
- 1942: Es waren einmal Flitterwochen (Once Upon a Honeymoon)
- 1943: Du Barry Was a Lady
- 1944: Wilson
- 1944: So ein Papa (Casanova Brown)
- 1944: Laurel und Hardy: Der große Knall (The Big Noise)
- 1944: An American Romance
- 1944: Laurel und Hardy: Die Leibköche seiner Majestät (Nothing but Trouble)
- 1945: Abbott and Costello in Hollywood
- 1946: Der unbekannte Geliebte (Undercurrent)
- 1947: Hoppla, hier kommt Merton! (Merton of the Movies)
- 1947: Ihre beiden Verehrer (It Happened in Brooklyn)
- 1948: Der beste Mann (State of the Union)
- 1949: Neptuns Tochter (Neptune’s Daughter)
- 1949: Once More, My Darling
- 1949: Kuß um Mitternacht (That Midnight Kiss)
- 1950: Duell in der Manege (Annie Get Your Gun)
- 1950: Drohende Schatten (Shadow on the Wall)
- 1950: Alter schützt vor Liebe nicht (Louisa)

### Als Regisseur
- 1913: Red Hicks Defies the World
- 1913: Black and White
- 1913: A Modest Hero
- 1914: Our Country Cousin
- 1914: Among the Mourners
- 1915: Saved from the Vampire
- 1917: The Beautiful Adventure
- 1921: Dynamite Allen
- 1922: Die weiße Hölle (The Broken Silence)
- 1925: Einer von den siebenten Reitern (The Bad Lands)
- 1925: Accused
- 1925: The Bad Lands
- 1927: The Rambling Ranger